# Тюрикова (деревня)
Тюрикова — деревня в Шадринском районе Курганской области. Входит в состав Красномыльского сельсовета.

## История
До 1917 года в составе Красномыльской волости Шадринского уезда Пермской губернии. По данным на 1926 год состояла из 117 хозяйств. В административном отношении входила в состав Красномыльского сельсовета Шадринского района Шадринского округа Уральской области.

## Население
| 2010 |
| ---- |
| 105  |

По данным переписи 1926 года в деревне проживало 658 человек (296 мужчин и 362 женщины), в том числе: русские составляли 99 % населения.
Согласно результатам Всероссийской переписи населения 2002 года, в национальной структуре населения русские составляли 84 %.